# Léo-Paul Robert
Pour les articles homonymes, voir Paul Robert et Robert.
Cet article possède un paronyme, voir Paul Robert.
Léo-Paul Robert est un artiste peintre suisse né le 19 mars 1851 à Bienne et mort le 10 septembre 1923 à Orvin.

## Biographie
Léo-Paul Robert est fils d'Aurèle Robert et neveu de Léopold Robert, il appartient à une dynastie d’artistes originaires du Locle. Léo-Paul Robert commence sa formation artistique auprès de son père à Bienne puis il fréquente plusieurs académie des Beaux-arts de 1869 à 1874 : l’Académie des Beaux-arts de Munich, l’Académie des Beaux-arts de Florence et à l’Académie des Beaux-arts de Paris. En 1877, il épouse Berthe de Rutté, avec laquelle il a dix enfants. Ses fils Philippe, Théophile et Paul-André prolongent la lignée de peintres dans la première moitié du XXe siècle. Durant plusieurs années, Léo-Paul Robert est partagé entre Paris et la Suisse. Il fait partie des artistes suisses les plus en vue à Paris. Pour la première fois en 1877, il expose au Salon et y remporte une médaille d’or pour Les Zéphyrs d'un beau soir (aujourd’hui au Musée d’art et d’histoire, Neuchâtel). Il revient finalement au Ried, près de Bienne, en 1882. 
Entre 1883 et 1885, il cesse de peindre à la suite d'une crise personnelle (artistique, morale et religieuse). Il part en Palestine (1883-1884). De retour en Suisse, il s’oriente vers un art profondément religieux. Il retourne à la peinture en 1885, pour réaliser la décoration de la cage d’escalier du Musée des beaux-arts de Neuchâtel dont le style naturaliste est chargé d’allégories du paysage et de la nature et de symboles religieux,,. Pour réaliser les trois grandes peintures murales, il travaille huit années. Deux œuvres de haute valeur ont suivi : la mosaïque monumentale pour la façade du Musée d'histoire à Berne (1897), exécutée par Clément Heaton (1861-1940), et la décoration de l'escalier de l’ancien Tribunal fédéral à Lausanne, achevée en 1905. En 1896, il expose le paysage Premier printemps au salon international de Berlin et remporte la médaille d’or. Elle deviendra une de ses œuvres les plus connues. Sa réputation lui permet de devenir membre de la Commission fédérale des beaux-arts (1891-1897) et de la commission de la fondation Gottfried-Keller (1894-1918).  
Léo-Paul Robert se retire à Orvin où il peint des centaines d’aquarelles d’insectes et d’oiseaux. Pour accomplir son art, il lui faut une communion presque constante avec la nature. Il prend le temps de la contempler pour la reproduire. Il est à la recherche de la perfection. Il illustre plusieurs ouvrages en couleur, dont notamment Les oiseaux dans la nature. La première édition date de 1879 publiée par Lebet (Lausanne) puis republiée chez Delachaux & Niestlé en 1916 à Neuchâtel. Les textes sont d’Eugène Rambert. Les deux auteurs reçoivent la médaille d’or décernée par la Société nationale d'agriculture de France pour cet ouvrage. 

## Œuvres

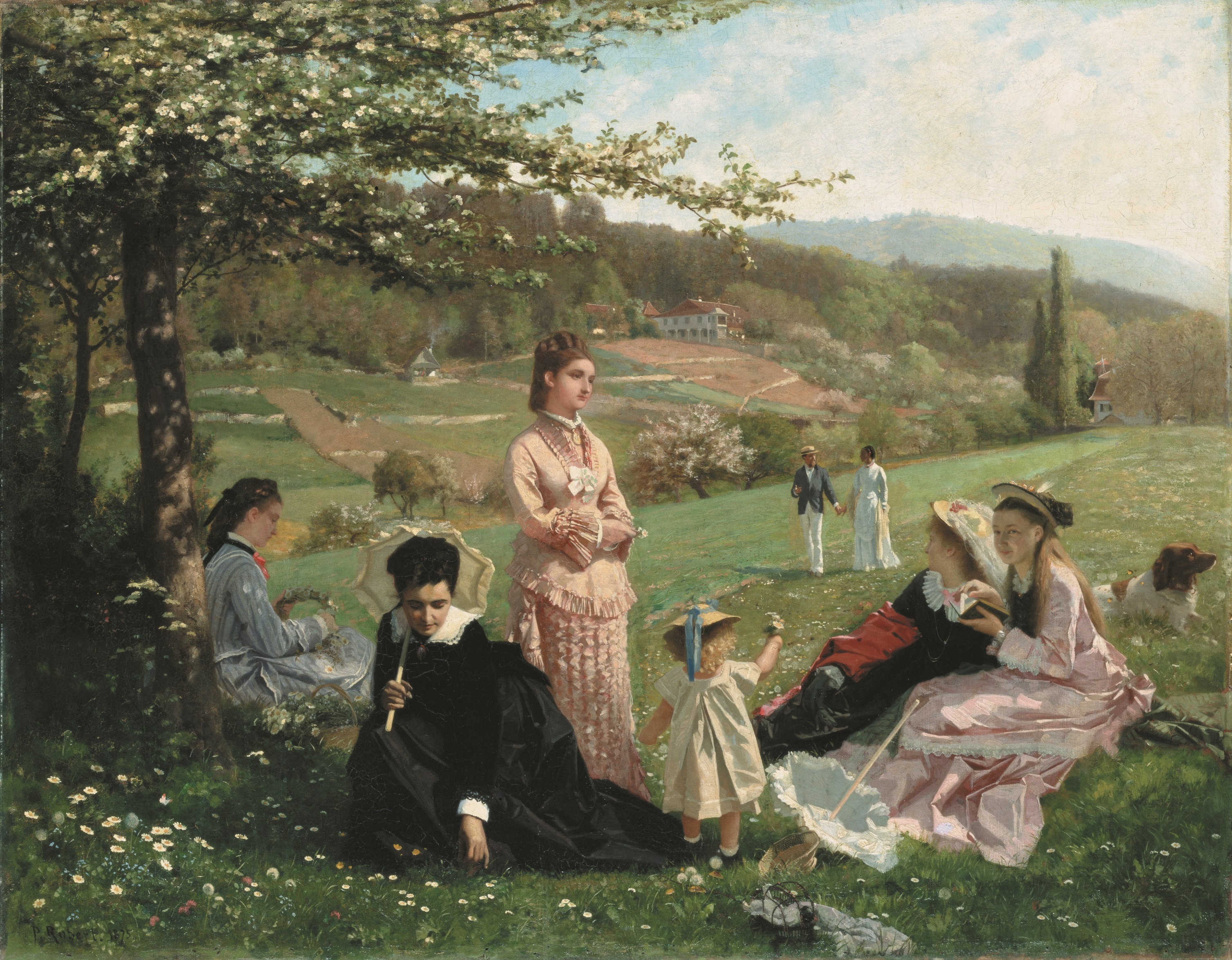
Léo-Paul Robert, Le Printemps au Ried, 1875, Musée de beaux-arts de La Chaux-de-Fonds

### Œuvres principales
- Premier printemps, 1881, huile sur toile, 158 x 202 cm, Musée d'art et d'histoire, Neuchâtel.
- Neuchâtel ou La Vie intellectuelle, 1886-1893, huile sur toile marouflée, 720 x 710 cm, Musée d'art et d'histoire, Neuchâtel.
- Le Printemps au Ried, 1875, huile sur toile, Musée des beaux-arts de La Chaux-de-Fonds
- La Chaux-de-Fonds ou L'Industrie, 1886-1893, huile sur toile marouflée, Musée d'art et d'histoire, Neuchâtel.
- Le Val-de-Ruz ou La Vie rustique, 1886-1893, huile sur toile marouflée, 720 x 580 cm, Musée d'art et d'histoire, Neuchâtel.
- La Justice amenant la Paix sur la Terre, 1899-1905, Tribunal du district de Lausanne.